# Nones
Voir aussi None, 9e heure du jour, c'est-à-dire 15 heures ; et la page d'homonymie None.

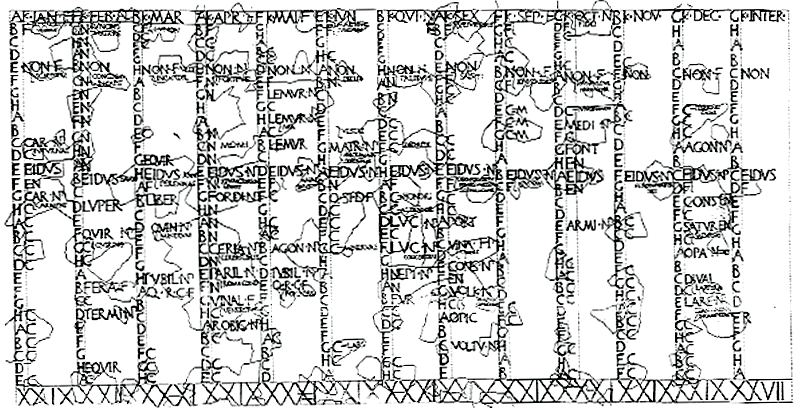
Calendrier romain retrouvé à Antium et daté d'environ -60. Les nones de chaque mois sont notées « NON ».

Les nones sont, dans le calendrier romain, un jour de référence se produisant le 5 ou le 7 de chaque mois.

## Étymologie
Le terme est appelé en latin nonae (uniquement féminin pluriel). L'écrivain romain Varron le fait provenir du terme nonus, « neuvième », évoquant la position des nones par rapport au ides, ou du renouvellement de la Lune lors du mois de janvier.

## Caractéristiques
Les nones sont le 8e jour précédant les ides, leur date variant suivant les mois :
- le 7e jour lors des mois pleins, comportant 31 jours (Martius, Maius, Quintilis et October) ;
- le 5e jour les autres mois : les mois caves de moins de 31 jours (Ianuarius, Februarius, Aprilis, Iunius, Sextilis, September, November et December) et l'éventuel mois intercalaire Mercedonius.

Du fait de leur écart, les nones et les ides d'un même mois portent la même lettre nundinale, marquant leur place dans la semaine romaine.
Le jour précédant les nones est noté pridie nonas (abrégé en Prid. Non.). Les autres jours suivant les calendes et précédant les nones sont notés à l'aide d'un numéro, en comptant à rebours à partir des nones (ce jour de référence étant lui-même inclus dans le décompte). La date du lendemain des calendes est ainsi notée ante diem sextum nonas les mois pleins, ante diem quartum nonas les autres mois (abrégés en a.d. VI Non. ou a.d. IV Non.), signifiant « lors du sixième [ou quatrième] jour avant les nones » ; la date du jour qui précède pridie nonas est ante diem tertium nonas (abrégé en a.d. III Non.), « lors du troisième jour précédant les nones ». Le jour suivant les nones est noté d'une façon similaire, à rebours des ides : ante diem octavum idus.

## Historique
Il est possible qu'au début du calendrier romain les nones correspondent au premier quartier de la Lune. Cette correspondance aurait cessé à cause des réformes successives du calendrier.
Les nones sont le jour où le Rex sacrorum proclame les fêtes du mois. Les nonalies (nonalia sacra, en latin) sont la cérémonie religieuse ayant lieu aux nones.
Comme les calendes et les ides de chaque mois, les nones sont considérés comme des jours néfastes pour se marier. Selon Suétone, et à cause de la similitude du mot avec la négation, Auguste s'abstenait d'entreprendre des affaires importantes lors des nones.